# Židé ve Švédsku

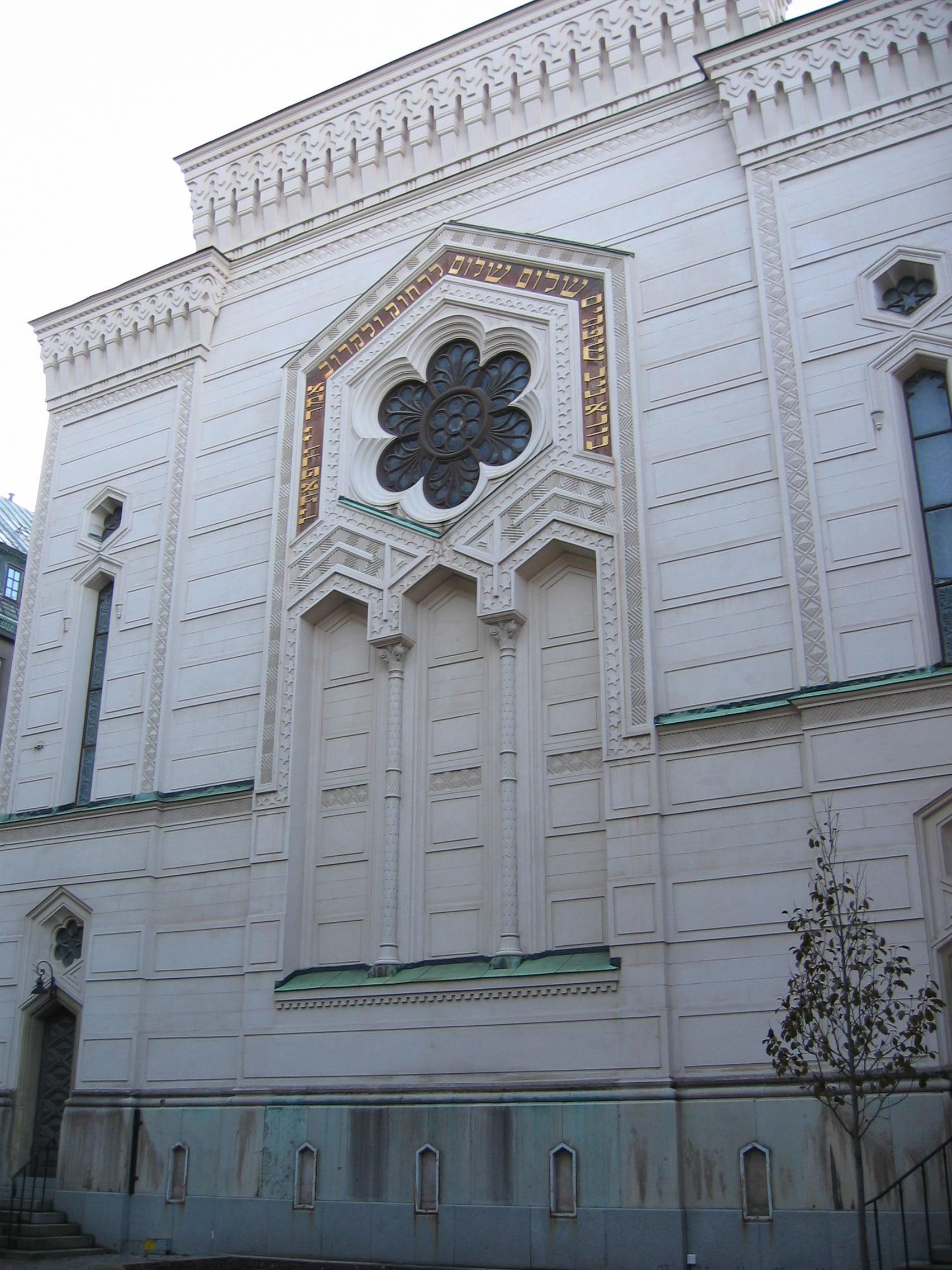
Stockholmská synagoga.

Židovská komunita ve Švédsku v současnosti čítá přibližně 18 000 osob židovského vyznání. Stockholm má největší židovskou komunitu a může se chlubit základní školou, školkou, knihovnou a dvouměsíční publikací (Judisk Krönika) a židovským rádiem, avšak města Malmö, Göteborg, Boräs, Helsingborg, Lund a Uppsala mají také židovské komunity. Synagogy se nachází ve Stockholmu (2 ortodoxní a 1 konzervativní), Göteborgu (1 ortodoxní a 1 konzervativní), Malmö (ortodoxní) a Norrköpingu (ačkoliv židovská komunita v Norrköpingu je natolik malá, aby se zde prováděly pravidelné bohoslužby).

## Historie
Historie Židů ve Švédsku se datuje do 17. století. Během let 1850 a 1920 zde proběhly velké imigrační vlny aškenázů z Ruska a Polska a k roku 1920 se židovská populace rozrostla na 6500 osob. Po 1. světové válce byla židovská imigrace regulována, ačkoliv malé skupiny Němců, Čechů a Rakušanů byli do Švédska vpuštěny. V předválečném období 2. světové války imigrovalo do Švédska zhruba 3000 Židů, aby unikli před nacistickou perzekucí. Přestože bylo Švédsko v průběhu 2. světové války neutrální zemí, pomohlo usnadnit záchranu mnoho Židů z okolních států. V roce 1932 bylo poskytnuto 900 norským Židům azyl a asi nejvýznamnější vůbec byl přesun celé dánské židovské komunity - přibližně 8000 osob - do Švédska v říjnu roku 1943. Švédský diplomat Raoul Wallenberg také zachránil tisíce maďarských Židů v Budapešti. V poválečném období mnoho židovských utečenců z pobaltských zemí, Rumunska a Polska se natrvalo usadilo ve Švédsku. Několik vln uprchlíků z Maďarska přišlo v letech 1956 a 1968 a z Polska v období let 1968-1970. Během let 1945 až 1970 se židovská populace ve Švédsku zdvojnásobila.